# 1673
1673 (MDCLXXIII) a fost un an obișnuit al calendarului gregorian, care a început într-o zi de vineri.

## Nașteri
- 11 ianuarie: Christian August de Holstein-Gottorp, bunicul matern al țarinei Ecaterina cea Mare (d. 1726)
- 26 octombrie: Dimitrie Cantemir, cărturar și domn al Moldovei (d. 1723)
- 30 decembrie: Ahmed al III-lea, sultan otoman (d. 1736)

## Decese
- 17 februarie: Molière (n. Jean-Baptiste Poquelin), 51 ani, dramaturg, actor francez (n. 1622)
- 15 martie: Salvator Rosa, 57 ani, pictor și poet italian (n. 1615)
- 10 noiembrie: Michał Korybut Wiśniowiecki, 33 ani, rege al Uniunii statale polono-lituaniană (n. 1640)